# Labromyia
Labromyia is een vliegengeslacht uit de familie van de roofvliegen (Asilidae).

## Soorten
- L. albibarbis Hull, 1962